# Campionati del mondo di ciclismo su strada 1927

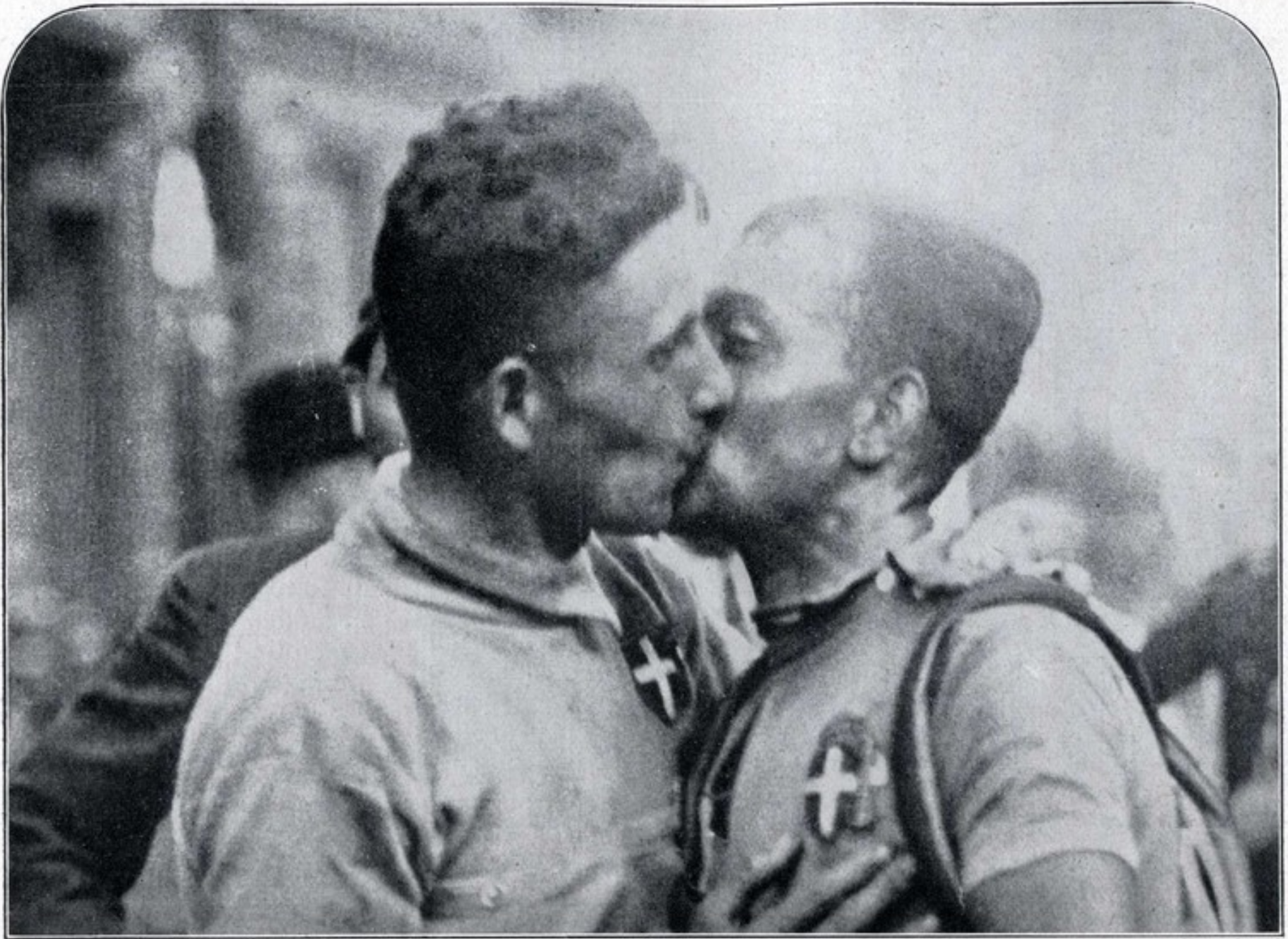
Alfredo Binda e Allegro Grandi si baciano dopo la vittoria

I Campionati del mondo di ciclismo su strada 1927 si disputarono a Nürburg in Germania, sul circuito del
Nürburgring, il 21 luglio 1927. Furono la prima edizione in cui i corridori vennero divisi nelle categorie professionisti e dilettanti, che tuttavia presero parte alla stessa gara.
Furono assegnati due titoli:
- Prova in linea Uomini Dilettanti, gara di 182,480 km
- Prova in linea Uomini Professionisti, gara di 182,480 km

## Svolgimento
La gara fu corsa il 21 luglio sul circuito motoristico del Nürburgring, dove si presentarono 55 corridori. Durante il sesto giro attaccò l'italiano Costante Girardengo e fu seguito solo da altri quattro, i connazionali Alfredo Binda e Domenico Piemontesi, il francese René Brossy e il tedesco Rudolf Wolke. Alla tornata successiva fu Binda ad attaccare e staccare gli avversari, giungendo primo e solo sul traguardo.
Il belga Jean Aerts, quinto al traguardo ma primo tra i dilettanti, vinse il titolo di categoria.

## Medagliere
| Pos.   | Nazione  | Oro | Argento | Bronzo | Totale |
| ------ | -------- | --- | ------- | ------ | ------ |
| 1      | Italia   | 1   | 1       | 2      | 4      |
| 2      | Belgio   | 1   | 0       | 0      | 1      |
| 3      | Germania | 0   | 1       | 0      | 1      |
| Totale | Totale   | 2   | 2       | 2      | 6      |

## Sommario degli eventi
| Eventi                 | Oro                  | Tempo                      | Argento                    | Tempo   | Bronzo                     | Tempo    |
| Uomini Professionisti  |                      |                            |                            |         |                            |          |
| Gara in linea dettagli | Alfredo Binda Italia | 6h37'29" Media 27,544 km/h | Costante Girardengo Italia | a 7'16" | Domenico Piemontesi Italia | a 10'51" |
| Uomini Dilettanti      |                      |                            |                            |         |                            |          |
| Gara in linea dettagli | Jean Aerts Belgio    | 6h49'20"                   | Bruno Wolke Germania       | a 2'33" | Michele Orecchia Italia    | a 5'59"  |